# Mas de Liona i Mas Bargalló
El Mas de Liona i Mas Bargalló són un conjunt d'edificis d'Olivella (Garraf) protegits com a Bé Cultural d'Interès Local.

## Descripció
Es tracta de dos masos que formen una agrupació de cases a banda i banda del camí de Jafre. El mas de Liona està format per dues vivendes separades. Les cobertes són a dues vessants i els diferents edificis consten de planta baixa i pis. Les obertures són allandades o d'arc de mig punt.

## Història
El Mas de Liona està documentat des de 1538 i al llarg dels segles ha estat propietat de les famílies Batlle i després Raventós. El mas Bargalló està documentat des de 1334, essent posseït per les famílies Bargalló, Raventós (segles xvi-xvii) i Alegret de Carro (segle xviii). El segle xix va anar canviat de mans fins que va quedar deshabitada el 1965 i restaurada modernament. Molt a prop hi ha la Mesquita, documentada des del segle xviii amb el nom de Casa del Forn.